# 남극해양생물자원 보존조약
남극해양생물자원 보존조약(南極海洋生物資源保存條約, CCAMLR)은 플랑크톤·크릴새우·고래 등 남극의 해양생물자원을 보호 보존하고 유용한 이용을 꾀하기 위하여 맺은 조약이다. 이 조약의 조약비준국은 보존위원회를 설치하여 그 밑에 있는 과학소위원회의 조사에 기초하여 크릴새우의 어획량을 결정한다. 남극의 영토권과 200해리 수역 문제는 동결되었다.

## 같이 보기
- 남극해양생물자원보존위원회